# DBI
DBI (англ. Diazepam binding inhibitor, acyl-CoA binding protein) – білок, який кодується однойменним геном, розташованим у людей на короткому плечі 2-ї хромосоми.  Довжина поліпептидного ланцюга білка становить 87 амінокислот, а молекулярна маса — 10 044.
| 10         |  | 20         |  | 30         |  | 40         |  | 50         |
| ---------- |  | ---------- |  | ---------- |  | ---------- |  | ---------- |
| MSQAEFEKAA |  | EEVRHLKTKP |  | SDEEMLFIYG |  | HYKQATVGDI |  | NTERPGMLDF |
| TGKAKWDAWN |  | ELKGTSKEDA |  | MKAYINKVEE |  | LKKKYGI    |  |            |

A: Аланін

D: Аспарагінова кислота

E: Глутамінова кислота

F: Фенілаланін

G: Гліцин

H: Гістидин

I: Ізолейцин

K: Лізин

L: Лейцин

M: Метіонін

N: Аспарагін

P: Пролін

Q: Глутамін

R: Аргінін

S: Серин

T: Треонін

V: Валін

W: Триптофан

Кодований геном білок за функцією належить до фосфопротеїнів. 
Задіяний у таких біологічних процесах як транспорт, поліморфізм, ацетиляція, альтернативний сплайсинг. 
Білок має сайт для зв'язування з ліпідами. 
Локалізований у ендоплазматичному ретикулумі, апараті гольджі.